# Пол Васер
Пол Анри Васер (фр. Paul Henri Vasseur; Лил 10. октобар 1884 — Сент-Дидје 12. октобар 1971) бивши је француски пливач и ватерполиста, троструки учесник Летњих олимпијских игара.

## Каријера
Пол Васер био је део тима ватерполо клуба Либелил из Париза који је освојио бронзану медаљу на 2. Летњим олимпијским играма 1900., одржаним у Паризу.
Као пливач учествовао је на Олимпијским играма 1906. у пливању на једну миљу слободним стилом, али није завршио трку.
Изабран је у ватерполо репрезентацију Француске за Летње олимпијске игре 1912. у Стокхолму и 1920. године у Антверпену. Оба пута елиминисани су у првом колу.; Французи су сваки елиминисан у првом колу.
Поред ватерпола Пол Васер учествује и у два пливачка такмичења на Олимпијским играма 1920. на 400 метара слободним стилом и у штафети 4 х 200 метара слободним стилом. У оба такмичења није успео да се пласира у финале.